# Manpower
Manpower, Inc. é uma consultora de gestão de pessoas estabelecida por Elmer Winter e Aaron Scheinfeld, em 1948 e sediada em Milwaukee, Wisconsin.
No Brasil está presente desde o ano 2000 e conta com escritórios nas cidades de São Paulo, Belo Horizonte, Campinas, Curitiba,Manaus, Porto Alegre, Recife, Rio de Janeiro e Salvador. A Manpower Brasil opera sob as marcas: ManpowerGroup, Experis, Right Management, ManpowerGroup Solutions e TAPFIN.